# Ключ (Курская область)
Ключ — село в Горшеченском районе Курской области России. Административный центр Ключевского сельсовета.

## География
Село находится в восточной части Курской области, в лесостепной зоне, в пределах юго-западной части Среднерусской возвышенности, к востоку от реки Быстрик, на расстоянии примерно 2 километров (по прямой) к западу от посёлка городского типа Горшечное, административного центра района. Абсолютная высота — 174 метра над уровнем моря.
Часовой пояс
Село Ключ, как и вся Курская область, находится в часовой зоне МСК (московское время). Смещение применяемого времени относительно UTC составляет +3:00.

## Население
| 1859 | 1897  | 2002 | 2010 |
| ---- | ----- | ---- | ---- |
| 1395 | ↗1892 | ↘352 | ↘294 |

Гендерный состав
По данным Всероссийской переписи населения 2010 года в гендерной структуре населения мужчины составляли 46,6 %, женщины — соответственно 53,4 %.
Национальный состав
Согласно результатам переписи 2002 года, в национальной структуре населения русские составляли 100 % из 352 чел.

## Улицы
Уличная сеть села состоит из девяти улиц.